# SN 2011fc
SN 2011fc – supernowa typu Ia-pec odkryta 11 lipca 2011 roku w galaktyce A230136+3220. W momencie odkrycia miała maksymalną jasność 17,90m.